# Missfits
Die Missfits waren ein deutsches Kabarettduo aus Oberhausen, bestehend aus Stephanie Überall und Gerburg Jahnke, das von 1984 bis 2005 bestand.

## Geschichte
Bekannt wurde das Duo durch zahlreiche Vorstellungen auf deutschen Kleinkunstbühnen (u. a. im Ebertbad in Oberhausen) und durch regelmäßige Fernsehauftritte. Sie waren sowohl in Aufzeichnungen ihrer eigenen Programme als auch als Gäste, beispielsweise in Dieter Hildebrandts Scheibenwischer (1993), zu sehen und hatten zwischen 1996 und 2002 die Reihe Missfits & Verwandtschaft im WDR. Zwischen 1990 und 1998 waren sie regelmäßig in den Mitternachtsspitzen zu sehen.
2002 folgte die Serie Der Tod ist kein Beinbruch, in der sie die ungleichen Schwestern Mimi Deckers (Jahnke) und Hilde Neumann (Überall) verkörperten. In der Serie erben die Schwestern von ihrem Onkel ein Beerdigungsinstitut in Oberhausen und versuchen, es weiterzuführen.
2005 trennten sich Gerburg Jahnke und Stephanie Überall. Sie tourten 2004/2005 letztmals mit ihrem Abschiedsprogramm „Letzte Runde“ gemeinsam quer durch Deutschland. Ende Februar 2005 fand die endgültig letzte Vorstellung der beiden Missfits im St. Pauli Theater in Hamburg statt.
2010 arbeiteten Überall und Jahnke nochmals in der Produktion Sehnsucht im Oberhausener Ebertbad zusammen.
2012 traten sie gemeinsam zu einer Lesung aus ihrem 1996 veröffentlichten Buch Krapf und Krömmelbein auf.

## Stil
Die Programme der Missfits bestanden meist aus lose verbundenen Nummern, die oft von beiden gespielt wurden. Jahnke und Überall stellten neben sich selbst auch zahlreiche wiederkehrende Figuren dar, die in Monologen, Dialogen, aber auch in Liedern unterschiedliche Aspekte der Themen Frauen, Männer und Sexualität verarbeiteten. Einige Programme hatten auch eine durchgehende Handlung (z. B.: „Frauen und Kinder zuerst“).

## Figuren in den Programmen
Die Figurenpaare traten meist nur in der unten genannten Konstellation gemeinsam auf, wurden allerdings selten auch anders kombiniert: So wendet sich beispielsweise Frau Nölle an Matta, um ihre letzte Damenbinde bestatten zu lassen.

### Matta und Lisbeth
Matta (Stephanie Überall) und Lisbeth (Gerburg Jahnke) sind zwei ältere Damen, die in Oberhausen ein Bestattungsunternehmen betreiben, in dem sie ihre „Jungens“ beerdigen, die sie über die Jahre hatten. Außerdem reden sie gerne übers „Ficken“, Beerdigen von Damenbinden und über die zweckentfremdete Nutzung von Waschmaschinen. Matta und Lisbeth waren die bekanntesten Figuren der Missfits. Neben ihren Dialogen singen die beiden auch einige Lieder, u. a.: Der Möpp ist tot, Kinder an die Wand.

### Frau Nora Nölle und Frau Lehmann-Brack
Zwei Lehrerinnen, die sich oft auf der Schultoilette unterhalten; meist sehr zum Missfallen von Frau Lehmann-Brack (Stephanie Überall), welche schon seit Jahren geschieden ist und der die esoterische und naive Kollegin Nölle (Gerburg Jahnke) auf die Nerven geht. Während Frau Lehmann-Brack eine autoritäre Lehrerin ist, die überwiegend nur ihre Ruhe haben will, kann sich Frau Nölle bei den Schülern nicht durchsetzen. Sie ist Mitglied einer Nackttanzgruppe, mit der sie ihre letzte Binde begraben hatte. Sie versucht herauszufinden, weshalb Frau Lehmann-Brack jede Pause auf der Toilette verbringt.

### Greta und Brigitte
(Gerburg Jahnke, Stephanie Überall) Zwei alte Bekannte, die sich nach vielen Jahren wieder treffen und über die vergangene Zeit unterhalten; unter anderem über den Selbstuntersuchungskurs in der Eifel, ein Menstruationsblut-Absaugungsgerät und Brigittes Getränkehandel.

### Eckerhardt und Theophil
(Gerburg Jahnke und Stephanie Überall) Zwei junge Männer, die noch bei ihrer Mutter leben und sich über ihre nicht vorhandenen sexuellen Erfahrungen unterhalten. Beide wollen „Womenator“ werden.

### Cora von Ablaß-Krause
(Gerburg Jahnke) Ständig angetrunkene Bestsellerautorin, die meist leicht anzügliche bzw. sarkastische Gedichte und Lieder zum Besten gibt, z. B. Flasch, Oh, Flasch und Oh, Matrose, Oh.

### Gsielinde Geisiemeisie (eigentlich Gerlinde Geiermeier)
(Stephanie Überall) Gsielinde Geisiemeisie ist die „Erfinderin“ der Feminispräch, einer Frauensprache, die 1988 im Programm der Missfits entstand. Dabei wird unter anderem in allen Wörtern er durch sie ersetzt sowie die Vokale a, o und u als Umlaute ä, ö und ü gesprochen. Es gibt nur weibliche Artikel, und aus jeder Silbe Mann oder man wird Fräu. Durch diese Verballhornung von Wörtern wird der Versuch, eine geschlechtergerechte Sprache zu entwickeln, ironisch auf die Spitze getrieben.

### Elfriede Trockenpflaume
Elfriede (Stephanie Überall) ist eine ältere Witwe, die über die Zeit mit ihrem verstorbenen Gatten berichtet.

### Inge Schnick
Inge Schnick ist eine von Stephanie Überall dargestellte Postbotin, die immer ein blaues Kleid trägt. Schnick ist immer auf der Suche nach ihrem Mann Peter.

### Sigi Stappert
(Jutta Jahnke als Gast in: „Frauen und Kinder zuerst“) Dame für alles und Gymnastikdame auf der MS Helene.

## Auszeichnungen
- 1991: Löwenzahn Preis der Leipziger Lachmesse
- 1992: Salzburger Stier
- 1993: Deutscher Kleinkunstpreis in der Kategorie Kleinkunst
- 1999: Tegtmeiers Erben Ehrenpreis
- 2011: Zeck-Kabarettpreis – Ehrenpreis Gold ZECK

## Programme
- 1985: Unheimlich heimlich
- 1986: Partie zu dritt
- 1986: Die drei Musketiere
- 1987: Aschenputtel
- 1988: Eine Frau ist eigentlich ein Mann, nur eben ein weiblicher
- 1989: Wunschkind
- 1990: Frau in den besten Jahren
- 1993: Zwischentöne
- 1993: Frauen und Kinder zuerst

Spielt auf dem Schiff MS Helene, auf dem sich neben Cora von Ablaß-Krause auch die Mütter von Hagen und Max befinden. Gerburg Jahnkes Schwester Jutta übernahm die Rolle der Siggi Stapert, der Organisatorin des Schiffes, und spielte auch einen Matrosen.
- 1995: Wo niemand wartet

Das Programm besteht hauptsächlich aus wild zusammengewürfelten Liedern mit Texten, in denen, unter anderem, Matta & Lisbeth ihr Debüt feierten sowie Elfriede Trockenpflaume mit dem bekannten „Das-Fritz-ist-tot-Lied“, sowie aus dem ersten „Lehrerinnen auf dem Klo“-Sketch.
- 1996: Missfits und Band

„Missfits & Band“ ist das erste Album, auf dem man Männer „sehen“ und hören kann. Das Programm besteht hauptsächlich aus wild zusammengewürfelten Liedern mit Texten, darunter Lieder wie z. B. „Frauenhouse“ (ein Lied, das nur aus Frauennamen besteht) oder „Schnulze“.
- 1997: Arsen und Spitzenhäubchen

Matta und Lisbeth als männermordenden Tanten Martha und Abby Brewster.
- 1999: Mit Sicherheit

„Mit Sicherheit“ besteht hauptsächlich aus Geschichten und ist damit das Programm mit den wenigsten Liedern und dem meisten Text. Es sind Geschichten aus dem Alltag zum Thema Sicherheit, beispielsweise einem Bügeleisen, das noch Reststrom im Kabel hat.
- 2001: Jetzt mit noch mehr Männer

In Jetzt mit noch mehr Männer werden die sexuellen und menstruationstechnischen sowie alkoholischen Probleme von Mann und Frau geklärt, vertont und humorvoll dargestellt.
- 2004: Letzte Runde

Die Letzte Runde ist eine Aufführung, in der die beliebtesten Personen und Teile der Programme etwas neu aufbereitet werden. Außerdem wird man von Matta und Lisbeth am Schluss mit dem Lied I never needed anybody verabschiedet.

## Rezeption
Über das Programm „Mit Sicherheit“ schrieb 2001 die Rheinische Post: „Die Emanzen aus Oberhausen strotzen immer noch vor Temperament und Spielfreude, ihre Stärke ist das Rollenspiel. Und der Kontakt zum Publikum ist ihnen wichtig.“ Das Programm sei „locker-leicht“ und „kein verbaler und schauspielerischer Feldzug gegen das männlich Geschlecht“.
Über „Missfits & Band… Jetzt mit noch mehr Männern“ war 2001 in der Zeitung Die Welt zu lesen: „die Missfits beherrschen ihr Metier […] Rollenklischees werden ad absurdum geführt. Manchmal nur urkomisch, zuweilen recht drastisch, immer toll und feurig. Als Matta und Lisbett scheut man weder Sex im Alter noch Wechseljahre oder Tabuthemen.“
Anlässlich der Premiere ihres Abschiedsprogramms „Letzte Runde“ schrieb Die Welt 2004, das Duo habe „das Wörtchen „Ficken“ auf die Bühne gebracht, „Titten-T-Shirts“ getragen, verbal in Monatsblut gerührt […]. Das war immer ehrlich, manchmal klug und nicht immer witzig. Aber es war wichtig.“ Das Verdienst der Missfits für das deutsche Kabarett liege „nicht nur im Drastischen […], sondern auch im Dramaturgischen. […] Hinter aller Hysterie und Lautstärke stecken mimisch und gestisch minutiöse, ausgefeilte, komische Momente und Sprachgewandtheit.“
Ebenfalls über das Programm „Letzte Runde“ schrieb Die Welt die Sprüche der Figuren Matta und Lisbeth seien „machohafter als ein Dutzend halbstarke spanische Bauarbeiter“. Das Ende der Missfits sei „ein herber Schlag für eine weibliche Comedy-Generation.“

## Diskografie
Folgende Programme sind auf CD erschienen:
- Zwischentöne (1993)
- Frauen und Kinder zuerst (1993)
- Wo niemand wartet (1995)
- Missfits und Band (1996)
- Mit Sicherheit (1999)
- Die Sammlung (1999): „Die Sammlung“ ist eine Zusammenstellung der besten Musikstücke der verschiedene Alben der Missfits, wie z. B. „Der Möpp ist tot“ (eigentlich „Das Sausack-Lied“), „Das Fritz-ist-tot-Lied“ oder „Oberhausen“.
- Jetzt mit noch mehr Männer (2001)
- Letzte Runde (2004)

Gerburg Jahnke und Stephanie Überall sprachen auch das Hörbuch Gebrauchsanweisung für das Ruhrgebiet (2005) gemeinsam ein.